# Картвелологія
Картвелологія, або ж грузинознавство — комплексна гуманітарна дисципліна, предметом вивчення якої є грузинська культура, історія, лінгвістика, літературознавство, мистецтво, археологія, фольклор, етнографія та джерелознавство. Іноді даний термін визначають у вузькому сенсі (картвелістика) — як науку, що вивчає грузинську філологію та літературу.
Грузія (Сакартвело), спадкоємець стародавньої Колхіди та Іберії, лежить на кордоні Європи та Азії, на схід від Чорного моря, у південно-західній частині Кавказу.
Королівство Картлі, згадуване в класичних джерелах, як Іберія, виникло на рубежі IV-III ст. до н. е., приблизно на території сучасної Грузії. Писана історія країни починається з того часу.
З 1991 року розпочинається історія незалежної Грузії. Сьогодні вона є географічним, економічним та культурним мостом між Сходом і Заходом.
Протягом останніх десятиліть інтерес до картвелології зростає. Найперспективніші теми наукових розробок:
- проблеми грузинського етногенезу та середньовічної Грузії в контексті культурних і політичних відносин із західними та східними країнами;
- оригінальність грузинської мови та її зв'язок із сім'ями індоєвропейських та семітських мов;
- грузинські міфи і грузино-кавказький світ у класичній міфології;
- прямі або типологічні відносини багатої грузинської літературної спадщини з візантійською та східною літературою, паралелі з європейською ідеєю Відродження, зв'язки з сучасною європейською та російською літературою тощо.

## Дослідники грузинської проблематики
Ще на початку XV cт. європейці вже мали уявлення про Кавказ завдяки «Книзі пізнання світу» Йогана де Галоніфонтібуса (1404). Пізніше цікавість до Грузії виникла завдяки мандрівці Кавказом французького ботаніка Жозефа Піттона де Турнефора та історичним розвідкам царевича Теймураза Багратіоні. Початок науковому вивченню грузинської історії та археології поклав француз Марі-Фелісіте Броссе.
Великий внесок у розбудову картвелології внесли дослідники ХІХ-ХХІ століть:

- Давид Чубинашвілі[en] (1814—1891)
- Олександр Цагарелі[ru] (1844—1929)
- Артур Лейст[en] (1852—1927)
- Олівер Уордроп[en] (1864—1948)
- Микола Марр (1864—1934)
- Олександр Хаханов[ru] (1866—1912)
- Марджорі Уордроп (1869—1909)
- Іване Джавахішвілі (1876—1940)
- Корнелій Кекелідзе[ru] (1879—1962)
- Роберт Блейк[en] (1886—1950)
- Акакій Шанідзе (1887—1987)
- Симон Каухчишвілі[en] (1895—1981)
- Жорж Дюмезіль (1898—1986)
- Ніно Салія[en] (1898—1992)
- Рене Лафон[fr] (1899—1974)
- Калістрате Салія[en] (1901—1986)
- Вільям Аллен[en] (1901—1973)
- Ілля Абуладзе[en] (1901—1968)
- Ханс Фоґт[en] (1903—1986)
- Кирило Туманов[en] (1913—1997)
- Жерар Ґаріт[fr] (1914—1992)
- Лайош Тарді[hu] (1914—1990)
- Кетрін Вівіан (1917—2010)
- Георгій Мелікішвілі (1918—2002)
- Девід Ленґ (1924—1991)
- Георгій Клімов (1928—1997)
- Діляра Алієва (1929—1991)
- Тамаз Гамкрелідзе (1929—2021)
- Жорж Шарашидзе[en] (1930—2010)
- Мішель ван Есбрук[ru] (1934—2003)
- Елгуджа Хінтібідзе[en] (1937)
- Роїн Метревелі (1939)
- Хайнц Фенріх[de] (1941)
- Дональд Рейфільд (1942)
- Стівен Джонс[en] (1952)
- Кевін Тьюїт[en] (1954)
- Йост Гіпперт (1956)
- Фаршид Дельшад[en] (1972) та ін.

## Українська картвелологія
Перші українські розвідки на грузинську тематику з'являються в XIX ст. Перу українського вченого Миколи Гулака належать праці «Про „Барсову шкуру“ Руставелі» (1884) та «Про місце грузинської мови в сім'ї індоєвропейських мов» (1899). Його двоюрідний брат Олександр Навроцький вперше переклав українською мовою «Витязя в тигровій шкурі» Шота Руставелі.
Г. Лебединцем було знайдено у праці імперського полковника Бартоломея «Поїздка до вільної Сванетії в 1853 році» згадку про можливе проживання там асимільованих нащадків запорожців. Ця гіпотеза ним була суттєво доповнена і обґрунтована.
На початку XX ст. грузинську етнографію досліджував уродженець України Микола Державін. Його перу належать такі праці: «Короткий нарис історії Батумського краю» (1902), «Весілля у гурійців-мусульман в околицях Батума» (1902), «Історико-етнографічний нарис Батумського краю» (1906), «Сліди давньогрузинських цехових організацій за даними сучасної етнографії» (опублікована набагато пізніше за час написання — в 1926 році).
В 1930-х роках, у Харкові працював дослідник україно-грузинських літературних зв'язків Г. Наморадзе. Він займався перекладацькою роботою, ним також було написано «Короткий нарис грузинської літератури», працю «Культурні зв'язки України і Грузії». Цим вченим також була укладена частина українсько-грузинського словника, який так і не був виданий — в 1936 році картвелолога було репресовано.
Дослідження україно-грузинських взаємин сьогодні складають багату бібліографію різномовних видань. Давній період їх (до початку XIX ст.) ґрунтовніше висвітлений українськими та грузинськими істориками (О.Жужунадзе, Я.Цінцадзе, Д.Джанелія).
Упродовж півстоліття в Україні працює потужний колектив учених-картвелологів (академік, чотири доктори наук, п'ятеро перекладачів з оригіналу — членів СПУ, аспіранти), якими створено україномовну бібліотеку грузинської класичної й сучасної літератури. В Київському університеті ім. Т.Шевченка було готують спеціалістів за фахом «картвелологія, грузинську мова і література».
Одним з найвизначніших вітчизняних картвелологів є Григорій Халимоненко. У його творчому доробку монографія «Історія грузинської літератури», а також переклади письменників Т.Чіладзе, А.Сулакаурі, Г.Леонідзе, Шота Руставелі.
В 2014 році Артем Іванцов опублікував працю «Між двох Іберій», яка є масштабним історичним та топонімічним дослідженням на основі альтернативної картвелології.

## Картвелознавчі центри
Нині на території Грузії існує ряд центрів і об'єднань, покликаних популяризувати власну культурну спадщину. Фонд картвельських (грузинських) досліджень є основою для діяльності Центру картвельських досліджень (засновано в 1992 році). Центр картвельських досліджень функціонує в Тбіліському державному університеті як самостійний культурно-освітній підрозділ. Центр націлений на сприяння розвитку грузинської культури та розвій картвелології як міжнародної дисципліни. Він координує дослідження та допомагає іноземним студентам та вченим, які займаються картвелологією. Це єдиний Центр картвелістичних досліджень у світі.
Крім цього, за активного сприяння доктора філологічних наук, професора Елгуджі Хінтібідзе (Інститут грузинської літератури) створено Школу картвелології, Міжнародну асоціацію підтримки картвелології, науковий журнал «Картвелолог» (грузинською і англійською мовами).
Кожні п'ять років у Тбілісі проходять симпозіуми картвелології, куди з'їжджаються провідні картвелісти з різних країн світу. В 2016 році відбувся VII Міжнародний симпозіум картвелології.